# Pirámide de Neferefra

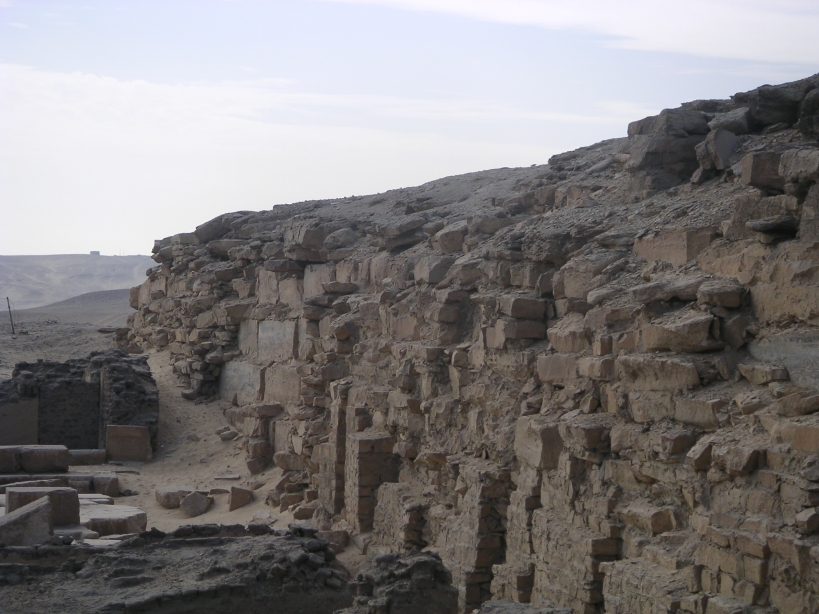
Una sección de la pirámide de Neferefra en Abusir.

La pirámide del faraón egipcio Neferefra se encuentra en Abusir, Egipto. Fue construida durante la Quinta dinastía de Egipto, pero jamás se completó. Ya que no está acabada y, por consiguiente, no tiene grandes cantidades de piedra caliza, la pirámide nunca fue saqueada como muchas otras, por lo que conforma una de las mejores fuentes de información para saber cómo se construían las pirámides en aquella época. Su nombre formal era Pirámide divina de los espíritus de Ba, divino es el poder de Neferefra.

## Construcción
La pirámide fue construida con lados de 65 metros de largo y una pendiente desconocida. Cuando el faraón murió, la pirámide sin completar se convirtió en una mastaba cuadrada gigante con una pendiente de 78°. El templo funerario fue construido con rapidez y se utilizaron ladrillos de barro y arcilla en lugar de la típica piedra caliza. En el lado oriental del templo se erigieron varias capillas religiosas y una estructura conocida en los documentos egipcios como el "Santuario del cuchillo", que se utilizaba para llevar a cabo sacrificios de animales.

## Excavaciones

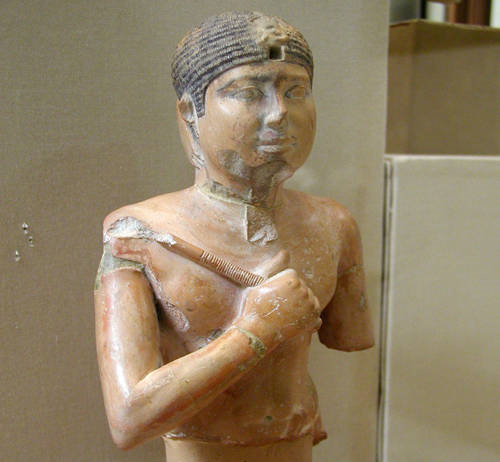
Estatuta de Neferefre (Raneferef). Museo Egipcio del Cairo.

Varios egiptólogos exploraron la pirámide, incluyendo a John Perring, Karl Lepsius, Jacques Morgan y Ludwig Borchardt; varios de estos especialistas atribuyeron la pirámide de manera errónea a Shepseskara. Debido al estado sin terminar de la estructura, ninguno de ellos creía que en la pirámide pudiese yacer la verdadera momia de un faraón. Borchardt estuvo muy cerca de descubrir este hecho cuando llevó a cabo una serie de excavaciones exploratorias en la zona, pero renunció cuando se hallaba a menos de un metro de la subestructura de la pirámide. Si hubiese continuado excavando, habría encontrado un bloque de arenisca roja que hacía las veces de entrada a la cámara funeraria; en vez de eso, abandonó la excavación y llegó a la conclusión de que la pirámide no era más que una construcción inacabada. Su investigación provocó que el sitio pasara por setenta años de inactividad arqueológica.
En la década de 1970, la Universidad Carolina de Praga comisionó una exploración exhaustiva del sitio en la que se confirmó que la pirámide pertenecía a Neferefra y se descubrió que el faraón estaba enterrado dentro de la estructura incompleta. También se descubrió que la subestructura del templo había sido saqueada, y que solo quedaban restos rotos de vasos canopo y fragmentos de la momia; sin embargo, de las ruinas del templo funerario se rescataron parte del papiro de Abusir, estatuas, vasijas de piedra y fayenza para su estudio.